# 阿波牛
阿波牛（あわぎゅう）は、徳島県で生産される黒毛和種の和牛のうち、一定の基準を満たした場合に呼称が許される牛肉である。現在の徳島県の領域にあたる令制国「阿波国」から名付けられた。阿波畜産3ブランドのひとつで、他に阿波尾鶏・阿波ポークがある。

## 定義
- 徳島県内で飼育された血統明確な黒毛和種[1]。
- 日本食肉格付協会の実施する格付けによる歩留り等級がAまたはBであり、かつ、肉質等級4以上のものを阿波牛と呼ぶ[1]。

|             |   | 歩留等級 | 歩留等級 | 歩留等級 |
| A           | B | C        |          |          |
| ----------- | - | -------- | -------- | -------- |
| 肉 質 等 級 | 5 | 阿波牛   | 阿波牛   |          |
| 肉 質 等 級 | 4 | 阿波牛   | 阿波牛   |          |
| 肉 質 等 級 | 3 |          |          |          |
| 肉 質 等 級 | 2 |          |          |          |
| 肉 質 等 級 | 1 |          |          |          |

## 歴史
1962年（昭和37年）に小松島市農業協同組合が東京食肉市場での枝肉共励会に出品。1973年（昭和48年）には東京食肉株式会社と全国肉用牛協会主催による全国肉用牛共進会で小松島市農協の出品牛が名誉賞に選ばれた。1989年（平成元年）度の東京食肉市場での全国肉用牛共励会において、阿波牛が最優秀賞を獲得した。